# 애로우: 어둠의 기사
《애로우: 어둠의 기사》(Arrow)는 2012년 10월 10일부터 2020년 1월 28일까지 The CW에서 방영된 드라마이다. DC 코믹스의 그린 애로를 바탕으로 하고 있다.

## 줄거리
스탈링 시티의 잘나가는 재벌 2세 올리버 퀸은 아버지와 보트 여행에 나섰다가 태풍을 만나 난파를 당한다. 그는 5년 동안 외딴 섬에 표류되어 생존을 위한 처절한 사투를 벌이고 마침내 고향으로 돌아온다. 아버지의 유언에 따라 스탈링 시티의 엘리트 범죄자들을 사냥하기 위해 스스로 자경단원을 자처하는 올리버퀸. 그러나 그의 앞날에는 그의 상상보다 더 큰 진실과 음모가 기다리고 있다.

## 출연진

### 주역
- 스티븐 아멜 - 올리버 퀸 / 그린 애로우
- 케이티 캐시디 - 로럴 랜스 / 블랙 카나리 (Laurel Lance / Black Canary)
- 콜린 도널 - 토미 멀린 (Tommy Merlyn)
- 데이비드 램지 - 존 디글 / 스파탄 (John Diggle / Spartan)
- 윌라 홀랜드 - 시아 퀸 / 스피디 (Thea Queen / Speedy)
- 수재나 톰프슨 - 모이라 퀸 (Moira Queen)
- 폴 블랙손 - 퀜틴 랜스 (Quentin Lance)
- 에밀리 벳 리커즈 - 펄리시티 스모크 / 오버워치 (Felicity Smoak / Overwatch)
- 콜턴 헤인스 - 로이 하퍼 / 아스널 (Roy Harper / Arsenal)
- 마누 베넷 - 슬레이드 윌슨 / 데스스트로크 (Slade Wilson / Deathstroke)
- 존 배로먼 - 말콤 멀린 / 다크 아처 (Malcolm Merlyn / Dark Archer)
- 에코 켈럼 - 커티스 홀트 / 미스터 테리픽 (Curtis Holt / Mister Terrific)
- 존 세가라 - 에이드리언 체이스 / 프로메테우스 (Adrian Chase / Prometheus)
- 릭 곤살레스 - 레네 라미레스 / 와일드 도그 (Rene Ramirez / Wild Dog)
- 줄리애나 하커비 - 다이나 랜스 / 블랙 카나리 (Dinah Drake / Black Canary)
- 커크 아서베이도 - 리카르도 디아스 / 드래곤 (Ricardo Diaz / Dragon)
- 시 시무카 - 에미코 퀸 (Emiko Queen)
- 조지프 데이비드존스 - 코너 호크 (Connor Hawke)

### 조역
- 콜린 새먼 - 월터 스틸
- 캐슬린 가티 - 라이사
- 제이미 셰리던 - 로버트 퀸
- 애니 일론제 - 조애나 데라베가
- 로저 크로스 - 루커스 힐턴
- 재클린 매키니스 우드 - 세라 랜스 / 카나리
  - 케이티 로츠 - 세라 랜스(시즌 2~ )
- 켈리 후 - 첸나웨이 / 차이나 화이트
- 바이런 맨 - 야오페이
- 크리스티 랭 - 칼리 디글
- 서배스천 던 - 에드워드 파이어스
- 첼라 호스달 - 케이트 스펜서
- 저니나 가방카 - 매케나 홀
- 에이드리언 홈스 - 프랭크 파이크
- 설리나 제이드 - 샤도
- 오드리 마리 앤더슨 - 라일라 마이클스
- 서머 글라우 - 이사벨 로셰프
- 딜런 브루스 - 애덤 도너
- 케리 애덤스 - 베서니 스노
- 마이클 자이 화이트 - 벤 터너 / 브론즈 타이거
- 케빈 알레한드로 - 서배스천 블러드 / 브라더 블러드
- 테릴 로터리 - 진 로링
- 벡스 테일러클라우스 - 신디 시몬 / 신
- 제시 허치 - 데일리
- 데이비드 니클 - 아나톨리 크냐제프
- 딜런 닐 - 앤서니 아이보
- 신시아 아다이로빈슨 - 어맨다 월러
- 카트리나 로 - 니사 알굴
- 칼 윤 - 야마시로 마세오
- 후쿠시마 리라 - 야마시로 타츠 / 카타나
- J. R. 라미레스 - 테드 그랜트 / 와일드캣
- 브랜던 라우스 - 레이 파머 / 아톰
- 브랜던 노무라 - 야마시로 아키오
- 맷 네이블 - 라스 알굴
- 샬럿 로스 - 도나 스모크
- 오스틴 버틀러 - 체이스
- 비니 존스 - 대니얼 브릭웰 / 브릭
- 마크 싱어 - 매슈 슈리브
- 유진 버드 - 앤디 디글
- 에이드리언 글린 맥모런 - 마이클 어마 / 머머
- 닐 맥도너 - 데이미언 다크
- 지미 아킹볼라 - 배런 라이터
- 엘리시아 로타루 - 타이아나 베네딕토프
- 알렉산더 캘버트 - 로니 메이킨 / 아나키
- 라이언 로빈스 - 콘클린
- 파커 영 - 알렉스 데이비스
- 잭 무어 - 윌리엄 클레이턴
  - 벤 루이스 - 윌리엄 클레이턴
- 재닛 키더 - 루베이 애덤스
- 셔니어 훈달 - 폴 홀트
- 톰 아만데스 - 노아 커틀러 / 캘큘레이터
- 비너스 터조 - 엘리사 슈워츠
- 매디슨 매클로플린 - 에벌린 샤프 / 아르테미스
- 채드 L. 콜먼 - 토바이어스 처치
- 타일러 리터 - 빌리 멀론
- 마이크 도퍼드 - 빅터
- 조 디니콜 - 로리 리건 / 래그맨
- 칼리 포프 - 수전 윌리엄스
- 코디 러널스 - 데릭 샘슨
- 돌프 룬드그렌 - 콘스탄틴 코바
- 데이비드 뮤니어 - 이슈메일 그레거
- 렉사 더그 - 탈리아 알굴
- 케이시 롤 - 알레나 휘틀록
- 클레이턴 치티 - 빈센트 소벨
  - 요한 우르프 - 빈센트 소벨
- 라라 사디그 - 에밀리 폴러드
- 엘리사 파리아 - 조이 라미레스
  - 안드레아 식스토스
- 시델 노엘 - 서맨다 왓슨
- 마이클 에머슨 - 케이든 제임스
- 토비아스 옐리네크 - 셱
- 에번 로더릭 - 닉 아나스타사
- 페지 바닷 - 닉 아나스타스
- 티나 황 - 킴벌리 힐
- 조시 바이어 - P. 파크스
- 브렌던 플레처 - 스탠리 도버
- 미란다 에드워즈 - 아너 게스트
- 마이클 존슨 - 코디악
- 데이비드 스튜어트 - 벨
- 캐서린 맥나마라 - 미아 스모크 / 블랙스타
- 라지 폴 - 케븐 데일
- 에이드리언 폴 - 단테

## 같이 보기
- 고담
- 플래시